# Saison 8 de Game of Thrones
Chronologie
Saison 7
La huitième et dernière saison de Game of Thrones, série télévisée américaine, est constituée de six épisodes, contrairement aux six premières saisons qui en contenaient dix, et la septième qui en comptait sept, diffusée entre le 14 avril et le 19 mai 2019.
Comme les précédentes saisons, cette dernière est en grande partie composée d'un contenu original non présent dans la saga de George R. R. Martin A Song of Ice and Fire, mais contient cependant des éléments issus des volumes à paraître The Winds of Winter et A Dream of Spring.

## Synopsis
La grande guerre arrive dans cette ultime saison adaptée des romans de George R. R. Martin. Les marcheurs blancs ont franchi le Mur et sont arrivés à Westeros. La lutte tant acharnée pour le très convoité Trône de Fer touche à sa fin. Qui siégera sur le trône ? Qui remportera cette guerre ? Qui gouvernera le Royaume des Sept Couronnes ?
Le Mur est tombé, les Marcheurs Blancs entrent dans Westeros et leur prochain objectif est Winterfell. Jon Snow et la reine Daenerys Targaryen à qui il a prêté allégeance arrivent à Winterfell accompagnés de ses armées. Une fois là-bas, les personnages se retrouvent. Tormund et Béric Dondarrion ayant survécu à la chute du Mur retrouvent la garde de Nuit à Âtre-les-Confins saccagée par l'Armée des Morts et se rendent rapidement à Winterfell pour annoncer l'arrivée imminente des Morts.
La flotte d'Euron Greyjoy revient à Port-Réal avec à bord les mercenaires de la Compagnie Dorée pour combattre les survivants de la future bataille attendue à Winterfell contre les Morts. La reine Cersei entame une relation avec Euron pour s’assurer de son appui et légitimer sa nouvelle grossesse dont Jaime est à l’origine. De son côté, la nièce de Euron, Yara, prisonnière à bord de sa flotte, est libérée par son frère Theon. Yara retourne ensuite reprendre les Îles de Fer, tandis que Theon décide de partir avec quelques Fer-Nés se battre à Winterfell. Jaime Lannister dont Bran taira le fait qu'il a jeté ce dernier du haut d'une tour au tout début de la série, arrive également, mais seul, et explique à tout le monde que sa sœur Cersei a menti, avant d'être autorisé à se battre à leurs côtés. Le régicide profite de la veille de la bataille pour adouber chevalier son amie Brienne de Torth. Entre-temps, Jon a appris de son frère Bran et de son ami Samwell Tarly qu'il est le fils de Lyanna Stark (sœur de Ned Stark) et de Rhaegar Targaryen (frère ainé de Daenerys et héritier du roi fou, tué lors de la bataille du Trident) mariés en secret; son vrai nom étant Aegon Targaryen, et que Ned l'avait fait passer pour un bâtard pour lui éviter de se faire exécuter par le roi Robert Baratheon. Jon/Aegon partage la nouvelle avec Daenerys peu de temps avant l'arrivée des Marcheurs Blancs, au milieu de la nuit.
La bataille opposant le peuple aux Marcheurs Blancs, bataille à laquelle se joint également Mélisandre, commence. Cette dernière utilisera la magie du Maître de la Lumière pour allumer les sabres des Dothrakis et la tranchée. Durant la bataille, il y aura un duel aérien entre Jon et Daenerys sur les dragons contre le Roi de la Nuit sur son dragon de glace. Ce dernier une fois tombé réveille les Morts tombés durant la bataille (y compris les ancêtres Stark dans la crypte où la population s'est réfugiée).
Les pertes seront importantes chez les Hommes, dont les Dothrakis, de nombreux Immaculés, la Garde de Nuit (dont Ed Tollett), Lyanna Mormont qui meurt en tuant un géant mort-vivant, son cousin Jorah Mormont en protégeant sa reine, Theon Greyjoy (qui trouve la rédemption) et les Fer-Nés en protégeant Bran/La Corneille à trois yeux, que le Roi de La Nuit traque pour le tuer et Béric Dondarrion (pour la dernière fois) en sauvant Arya Stark. Cette dernière retrouve Mélisandre en lui expliquant que le Maître avait ramené de nombreuses fois Béric pour la sauver afin de mener un combat : tuer le Roi de la Nuit. C'est ce qu'elle fera au moment où ce dernier s'apprête à tuer son frère. La bataille est gagnée.
À la suite de cette bataille, la coalition menée par Daenerys Targaryen et Jon Snow (alias Aegon Targaryen) pointe ses armes vers Port-Réal, tenue d'une main de fer par Cersei Lannister. Lors de son retour vers Peyredragon, Daenerys perd Rhaegal, abattu par plusieurs flèches tirées par les balistes de la flotte de Euron Greyjoy. Missandei est capturée lors de cet assaut et est livrée à Cersei. Jaime, fait prisonnier après sa fuite de Winterfell après la bataille contre les Marcheurs Blancs, est libéré par Tyrion Lannister, dans le but d'aller raisonner Cersei, afin qu'elle se rende. Une ultime négociation a lieu aux portes de Port-Réal entre Cersei et son frère, Tyrion, afin de sauver la population de Port-Réal d'un torrent de flammes déversé par Daenerys et son dernier dragon, Drogon. Cette entrevue aboutira à l'exécution de Missandei par la Montagne, achevant la volonté guerrière de Daenerys. Devenue enragée et mégalomane, Daenerys donne l'assaut à Port-Réal, détruit la ville, y massacre civils et militaires, même après la reddition de la ville. Cersei et Jaime meurent ensevelis dans les sous-sols du Donjon Rouge en tentant de prendre la fuite. Jon, qui n'a pu arrêter le massacre, assassine Daenerys, dont le corps est emporté par Drogon. Plus tard les seigneurs de Westeros élisent Bran Roi des six royaumes (le Nord ayant gardé son indépendance sous le règne de la reine Sansa). Jon est banni et doit rejoindre la Garde de Nuit.

## Distribution

### Acteurs principaux
- Peter Dinklage (VF : Constantin Pappas) : Tyrion Lannister
- Nikolaj Coster-Waldau (VF : Damien Boisseau) : Jaime Lannister
- Lena Headey (VF : Laurence Bréheret) : Cersei Lannister
- Emilia Clarke (VF : Marie Tirmont) : Daenerys Targaryen
- Kit Harington (VF : Benjamin Penamaria) : Jon Snow / Aegon Targaryen
- Liam Cunningham (VF : Jean-Louis Faure) : Davos Mervault
- Sophie Turner (VF : Kelly Marot) : Sansa Stark
- Maisie Williams (VF : Alice Orsat) : Arya Stark
- Carice Van Houten (VF : Annie Milon) : Mélissandre d'Asshaï
- Nathalie Emmanuel (VF : Audrey Sablé) : Missandei
- Gwendoline Christie (VF : Vanina Pradier) : Brienne de Torth
- John Bradley-West (VF : Emmanuel Gradi) : Samwell Tarly
- Isaac Hempstead-Wright (VF : Maeldan Wilmet) : Brandon Stark dit « Bran »
- Alfie Allen (VF : Damien Ferrette) : Theon Greyjoy
- Conleth Hill (VF : Alain Flick) : Lord Varys
- Rory McCann (VF : Guillaume Orsat) : Sandor Clegane dit « Le Limier »
- Iain Glen (VF : Loïc Houdré) : Jorah Mormont
- Hannah Murray (VF : Astrid Adverbe) : Vère (Gilly en VO)
- Joe Dempsie (VF : Pascal Nowak) : Gendry
- Kristofer Hivju (VF : Boris Rehlinger) : Tormund
- Jerome Flynn (VF : Richard Leroussel) : Bronn
- Jacob Anderson (VF : Namakan Koné) : Ver Gris

### Acteurs récurrents et invités
- Vladimir Furdik : le Roi de la Nuit (épisode 3)
- Pilou Asbæk (VF : Frédéric Souterelle) : Euron Greyjoy (épisodes 1, 4 et 5)
- Ben Crompton (VF : Mathieu Uhl) : Eddison Tollett (épisodes 1 à 4)
- Hafþór Júlíus Björnsson (sans dialogue) : Gregor Clegane dit « La Montagne » (épisodes 1 à 5)
- Daniel Portman (VF : Benjamin Gasquet) : Podrick Payne
- Rupert Vansittart (VF : Pierre Forest) : Yohn Royce
- Gemma Whelan (VF : Chantal Baroin) : Yara Greyjoy
- Bella Ramsey (VF : Emmylou Homs) : Lyanna Mormont (épisodes 1 à 4)
- Marc Rissmann (en) (VF : Jérôme Pauwels) : Harry Strickland, le commandant de la Compagnie Dorée (épisodes 1 et 5)

## Production

### Développement
Le 7 août 2016, la série est renouvelée pour une huitième et dernière saison,, composée de six épisodes. Selon les confessions des représentants d’OCS à la Showeb Séries : « Les deux premiers épisodes vont durer 60 minutes, et les quatre derniers 80 minutes ». Ce qui amènera la saison à environ 7 heures et 20 minutes d'épisodes.
Les créateurs de la série David Benioff et D. B. Weiss seront les showrunners de cette dernière saison. Miguel Sapochnik et David Nutter reviendront également pour la réalisation.
En juin 2017, la diffusion est officiellement annoncée pour l'année 2019 et confirmée à partir du mois d'avril,.

### Tournage
Le tournage a officiellement débuté le 23 octobre 2017 et s'est terminé le 7 juillet 2018.

### Diffusions
Aux États-Unis et au Canada, elle est diffusée à partir du 14 avril 2019, jusqu'au 19 mai 2019.
Au Québec, elle est diffusée en simultané en version sous-titrée et le lendemain en version française sur Super Écran.
En Suisse, elle est diffusée en simultané en version sous-titrée et le lendemain soir en version française sur RTS Un.
En France, elle est diffusée en simultané en version française et sous-titrée sur OCS City.

### Musique
Ramin Djawadi sera de retour pour composer la musique de cette huitième et dernière saison.
L'artiste Serj Tankian participe à la bande originale dans une nouvelle version de The Rains of Castamere.

## Liste des épisodes

### Épisode 1:Winterfell
- États-Unis,  Canada,  Québec : 14 avril 2019 sur HBO[7],[8],[9] / HBO Canada / Super Écran (VOSTFr)
- France,  Suisse,  Québec : 15 avril 2019 sur OCS City[14] (VM) / RTS Un (VM) / Super Écran[12] (VF)

- États-Unis : 11,76 millions de téléspectateurs[15] (première diffusion)

Les Nordiens assistent à l'arrivée des Immaculés et des Dothrakis à Winterfell, mais ces étrangers venus d'Essos avec à leur tête une Targaryen et deux dragons inquiètent la population. Jon retrouve enfin Bran après tant d'années tandis qu'Arya reste en retrait pour le moment. Daenerys est présentée aux Stark et leurs bannerets mais Bran intervient crûment en annonçant les récents événements au Mur et la prise sous contrôle d'un dragon par le Roi de la nuit.
Lors de l'assemblée, Lady Mormont blâme Jon pour avoir abandonné Winterfell alors que les seigneurs l'avaient nommé Roi du Nord, mais Jon a fait le choix des intérêts du Nord au détriment de sa couronne. Tyrion argumente dans son sens et évoque également l'appui prochain des armées Lannister. Sansa s'inquiète pourtant des ressources nécessaires à l'entretien d'une telle armée amassée au Nord. Alors que Gendry gère les stocks de verredragon, Sansa soutient à Tyrion ses doutes quant aux promesses de Cersei pour envoyer ses troupes en soutien. De son côté, Jon retrouve enfin Arya au Bois sacré et la cadette demande à son frère que la famille reste unie. 
Qyburn fait part à Cersei de la percée de l'armée des morts ce qui semble pourtant lui convenir. La flotte d'Euron ramène la Compagnie Dorée à la Capitale alors que Yara est toujours prisonnière de son oncle sur l'un des navires. Commandée par Harry Strickland, la Compagnie apporte nombre de soldats et chevaux mais aucun éléphant comme l'espérait la reine. En récompense de la loyauté d'Euron, Cersei finit par céder à ses avances. Plus tard, elle charge Qyburn d'envoyer Bronn tuer Tyrion et Jaime avec l'arbalète de Joffrey. La nuit, Theon et ses hommes parviennent à libérer Yara avant que la fratrie ne fasse route pour les Îles de Fer pour préparer l'éventuel repli de Daenerys dans un lieu inaccessible aux Marcheurs blancs. En route, Yara laisse son frère rejoindre Winterfell pour se battre avec les Stark.
Les bannerets affluent dans la capitale du Nord malgré les tensions du passé entre les familles. Ser Davos soumet à Tyrion qu'un couple royal représenté par Daenerys et Jon serait salvateur après la guerre, mais Varys souligne également que « rien ne dure ». La Khaleesi déclare à Jon que Sansa ne l'apprécie guère mais un autre problème préoccupe la reine : ses dragons s'alimentent peu, ne supportant pas le froid nordien. Les deux amants incitent alors les deux créatures à voler en  chevauchant chacun un, une première pour Jon. 
Arya revoit également le Limier et Gendry, qui forge de nombreuses armes, tandis que Jon conforte Sansa à propos de Daenerys. Pourtant, lorsque Jorah présente la reine à Sam Tarly en remerciement d'avoir guéri le chevalier, elle lui avoue avoir exécuté Randyll et Dickon pour refus de soumission. Bran presse néanmoins un Sam bouleversé d'informer Jon sur sa filiation avec les Targaryen. Ce dernier retrouve alors son vieil ami dans la crypte et lui demande s'il savait pour l'exécution de son père et son frère. Jon l'ignorait et prétend ne pas être roi pour prendre une telle décision. Sam lui révèle alors qu'il est Aegon Targaryen, fils de Rhaegar et Lyanna et héritier légitime des Sept Couronnes, et que Ned Stark l'a protégé de Robert en cachant cette vérité. Jon est abasourdi, d'autant qu'il entre désormais en rivalité avec sa bien-aimée pour le Trône de Fer.
- Âtre-lès-Confins (sur tamis de neige dessiné par les Autres), Winterfell (Arbrecœur, Salle principale et la Crypte) et Port-Réal (Donjon Rouge, Souterrain et le Trône de Fer).

- L'épisode a une durée de 54 minutes[16].
- Disparition de la Maison Omble basée à Âtre-lès-Confins par les Marcheurs Blancs.

### Épisode 2:Un chevalier des Sept Couronnes
- États-Unis,  Canada,  Québec : 21 avril 2019 sur HBO / HBO Canada / Super Écran (VOSTFr)
- France,  Suisse,  Québec : 22 avril 2019 sur OCS City (VOSTFr) / OCS Max (VF) / RTS Un (VM) / Super Écran (VF)

- États-Unis : 10,29 millions de téléspectateurs[17] (première diffusion)

Jaime Lannister se retrouve jugé par Daenerys Targaryen pour le meurtre de son père le Roi fou. Il leur révèle également que Cersei n'enverra aucune troupe au Nord tout en renforçant les siennes. Défendu par Tyrion et Brienne, le Régicide est finalement acquitté et libre de se battre à leurs côtés. Daenerys reproche à Tyrion de n'avoir pas su anticiper les mouvements de sa sœur et doute désormais de ses capacités en tant que Main de la Reine. 
Alors que Gendry s'affaire à la forge, Arya lorgne le garçon et souhaite en découdre avec les spectres dès qu'il aura fini son arme. Jaime rejoint Bran dans le bois sacré et s'excuse de l'avoir poussé de la fenêtre il y a des années, mais le jeune infirme ne lui en tient rigueur, sans quoi il ne serait pas devenu la Corneille à Trois Yeux et lui un homme meilleur. Jaime questionne ensuite son frère sur Daenerys et Tyrion interroge Jaime sur Cersei. Aux pieds des remparts, Vers Gris organise les défenses et Podrick entraîne des hommes à l'épée supervisé par Bienne, qui accepte l'offre de Jaime de se battre à ses côtés.  
Jorah demande à Daenerys de ne pas juger Tyrion trop sévèrement, et la pousse à briser la glace avec Sansa. S'ensuit une discussion amicale entre les deux femmes mais la Nordienne demande quel sera l'avenir du Nord une fois à la tête des Sept Couronnes. Elles sont interrompues par l'arrivée de Theon et quelques hommes. Ce dernier apporte les intentions de Yara pour reprendre les Îles de Fer au nom de la Reine, et souhaite combattre pour Winterfell avec la bénédiction de Sansa. Sir Davos encourage les non-combattants à prendre les armes tandis que Vère sécurise femmes, vieillards et enfants dans la crypte. Tormund, Béric, Edd et les derniers hommes de la Garde de Nuit parviennent à Winterfell et rendent compte à Jon que les Omble marchent désormais pour le Roi de la nuit dont l'armée des Morts viendra le lendemain à l'aube. 
Lors d'un conseil de guerre, décision est prise d'éliminer le Roi de la Nuit en priorité. Bran propose d'attirer le chef des Marcheurs blancs dans le Bois sacré en servant d'appât, car Bran représente la mémoire de l'humanité, et Theon se porte volontaire pour le défendre avec les Fer-Nés. Daenerys souhaite également que Tyrion ne s'expose pas au combat ; peu après, le nain demande à Bran de lui compter sa longue péripétie. Ver Gris et Missandei ne se sentent pas chez eux dans le Nord. Elle souhaite revenir à Naath son île natale et l'eunuque lui propose de l'y emmener avec ses hommes une fois Daenerys sur le trône.
La nuit, Jon, Sam et Edd se remémorent la Garde de Nuit. Arya, après avoir brièvement discuté avec le Limier et Béric, se voit remettre par Gendry sa nouvelle arme : une double lance en verredragon. La jeune Stark apprend les origines de Gendry et sachant leurs faibles chances de survie, se montre entreprenante envers lui pour connaître les plaisirs charnels. Dans la grande salle, Tyrion, Jaime, Davos, Brienne, Podrick et Tormund se remémorent le passé devant le feu de cheminée en attendant l'ultime bataille. Sur une suggestion de Tormund et Jaime, Brienne est adoubée chevalier par ce dernier, avant que Podrick n’entonne une chanson peu après.
Au dehors, la défense de la ville s'organise, toute personne valide étant considérée comme apte à se battre. Lyanna Mormont y compris, malgré l'avis de Jorah Mormont, qui ne peut que s'incliner devant le courage de sa jeune cousine. Sam, qui ne sait manier l'épée, offre à Jorah la sienne en acier valyrien nommée « Corvenin », en hommage à son père. Le chevalier mène ensuite les cavaliers Dothrakis en dehors devant les Immaculés de Ver Gris.
- Âtre-lès-Confins (sur tamis de neige dessiné par les Marcheurs Blancs), Winterfell (Arbrecœur, Salle principale et la Crypte) et Port-Réal (Donjon Rouge, Souterrain et le Trône de Fer).

- L'épisode a une durée de 58 minutes[16].

### Épisode 3:La Longue Nuit
- États-Unis,  Canada,  Québec : 28 avril 2019 sur HBO / HBO Canada / Super Écran (VOSTFr)
- France,  Suisse,  Québec : 29 avril 2019 sur OCS City (VOSTFr) / OCS Max (VF) / RTS Un (VM) / Super Écran (VF)

- États-Unis : 12,02 millions de téléspectateurs[18] (première diffusion)

La bataille contre l'armée des morts est sur le point de débuter. Les non-combattants eux, ne peuvent qu'attendre cachés dans la crypte ; parmi eux Tyrion, Vère, Missandei et Varys. La prêtresse Mélisandre arrive peu avant le combat et enflamme de sa magie les sabres des Dothrakis qui s'en vont charger les morts lors d'une première offensive menée par Jorah. Ils sont cependant rapidement défaits et les quelques rescapés rejoignent le château poursuivis par les spectres. Ceux-ci commencent à charger la deuxième ligne de front des Immaculés de Ver Gris et le bataillon commandé par Ser Brienne. Jon et Daenerys, chevauchant chacun un dragon, incendient bon nombre d'ennemis et tentent de faire de même avec les Marcheurs blancs, mais sont rapidement gênés par l'arrivée d'un blizzard glacé provoqué par le Roi de la Nuit. Arya demande à Sansa de se réfugier à la crypte alors que les combattants au sol commencent à être acculés ; Edd est tué en sauvant Sam. Les survivants se retirent alors progressivement derrière les murs du château, mais toute tentative d'embraser la tranchée est vaine à cause de la neige. Mélisandre use alors une nouvelle fois de ses pouvoirs en incendiant les piques ceinturant Winterfell, ce qui stoppe momentanément les assaillants. Protégeant la retraite, un grand nombre d'Immaculés périssent mais Ver Gris survit avec les derniers de ses hommes.
Montant Viserion ressuscité, le Roi de la Nuit sacrifie une partie de son armée qui vient s'empiler sur la tranchée enflammée, permettant au reste des morts de la traverser. Les Morts prennent ensuite d'assaut les murailles qui ne résistent guère longtemps. Les défenseurs font front de toutes part, et Lyanna Mormont meurt en tuant courageusement un Géant zombie. Arya, Clegane et Béric sont forcés de se retirer à l'intérieur du château, et ce dernier est mortellement blessé en servant de bouclier humain pour protéger Arya. Elle retrouve Mélisandre dans la Grande salle et lui confie que le Maître de la Lumière ressuscita Béric de nombreuses fois pour cette mission. Comme lors de leur dernière rencontre, elle affirme qu'elle doit « fermer des yeux bleus » pour accomplir son destin et Arya part aussitôt à sa rencontre. Pendant ce temps, les Fer-Nés menés par Theon défendent Bran au Bois Sacré.
Dans les airs, Jon et Daenerys engagent un furieux combat aérien contre le Roi de la Nuit. Jon réussit à le faire chuter au sol mais il est lui-même désarçonné tandis que Rhaegal et le dragon spectre sont blessés. Daenerys ordonne alors à Drogon d'incendier le Marcheur blanc mais les flammes restent sans effet sur lui. Jon le poursuit alors seul à terre mais son ennemi se retourne, lève les bras et rend la « vie » pour son compte à tous les morts, y compris ceux reposant dans les cryptes, lesquels commencent à attaquer les civils qui s'y étaient abrités. Au dehors, Drogon se pose au sol pour couvrir Jon qui tente de rejoindre Bran désormais dans la ligne de mire des Marcheurs blancs. Se faisant, le dragon est assailli par les morts et parvient non sans mal à s'envoler, mais laisse Daenerys à terre. Jorah arrive pour la défendre et tous deux combattent côte à côte mais la situation empire. Jorah est sérieusement blessé, les flammes bleues de Viserion empêchent Jon d'atteindre son frère et les combattants survivants, dont Sam, Jaime, Tormund, Davos, Brienne, Podrick et Gendry ne peuvent rien faire ; la cité du Nord est sur le point de tomber. 
Le Roi de la Nuit parvient au Bois Sacré pour tuer Bran, accompagné de tous ses lieutenants. Theon se retrouve son dernier défenseur et fait face héroïquement au Roi spectre qui le contre facilement en l'empalant avec une de ses piques. N'ayant plus rien pour le stopper, le chef des Marcheurs Blancs s'avance jusqu'à Bran et s’apprête à l'achever. Mais Arya jaillit soudainement derrière lui et parvient à lui planter sa dague en acier valyrien dans le cœur, provoquant sa désintégration tout comme celle des autres Marcheurs blancs dans la foulée, ainsi que l'anéantissement du dragon spectre et de toute l'Armée des Morts.
- Le générique suit le tamis de neige du Mur troué à Winterfell en passant par Âtre-lès-Confins, puis une fois arrivé à Winterfell, le tamis est ralenti par une tranchée qui fait le tour de Winterfell, signifiant que la bataille commence juste après. Après cela, le générique montre l'Arbrecœur, la Salle principale et la Crypte. Le générique se dirige ensuite vers Port-Réal (Donjon Rouge, le Souterrain et le Trône de Fer).

- Miguel Sapochnik qui avait réalisé l'épisode 9 de la sixième saison intitulé La Bataille des Bâtards réalise cet épisode d'une durée de 82 minutes[16].
- Le tournage de cet épisode a duré onze semaines et a été réalisé de nuit. Des spectateurs ont d'ailleurs regretté de ne pas assez voir ce qui se passait à l'écran[19].
- Cet épisode a été salué par la presse internationale pour "son spectacle d’envergure, son intensité dramatique et son importance narrative autant que culturelle"[20].
- Disparition de la Maison Mormont.

### Épisode 4:Les Derniers des Stark
- États-Unis,  Canada,  Québec : 5 mai 2019 sur HBO / HBO Canada / Super Écran (en VOSTFr)
- France,  Suisse,  Québec : 6 mai 2019 sur OCS City (VOSTFr) / OCS Max (VF) / RTS Un (VM) / Super Écran (VF)

- États-Unis : 11,8 millions de téléspectateurs[21] (première diffusion)

Les survivants de Winterfell incinèrent leurs morts tombés lors de la bataille contre les Morts. Les funérailles sont suivies par une soirée de célébration des vivants où Daenerys légitime Gendry en le nommant seigneur héritier des Baratheon et d'Accalmie. Le jeune homme retrouve ensuite Arya et la demande en mariage, mais elle refuse poliment. Tyrion joue à un jeu de vérité avec Podrick, Jaime et Brienne, mise mal à l'aise par une question trop intime. Tormund attise l'ambiance de la soirée et Sansa réconforte un Limier bougon. Daenerys tente d'oublier le combat à venir mais voir les hommes du Nord célébrer leur roi lui rappelle que Jon est l'héritier légitime du Trône de Fer. Jaime retrouve plus tard Brienne dans ses appartements et lui fait connaître sa première nuit d'amour. Daenerys rejoint Jon qui confie refuser le trône quoiqu'il advienne, mais souhaite que ses sœurs sachent la vérité à son sujet. La reine lui demande pourtant de garder le secret pour préserver leur union. 
Le lendemain, un conseil de guerre met en évidence le manque d'hommes à la suite des récentes pertes subies alors même que l'armée de Cersei se renforce. Daenerys veut faire tomber sa rivale mais Tyrion et Jon propose une approche moins directe tandis que Sansa demande un temps de repos pour les soldats. Mais la Khaleesi exige d'agir vite et Jon la soutient. Arya et Sansa confrontent alors leur grand frère en aparté avec Bran : elles n'ont pas confiances en Daenerys et souhaitent que leur famille perdure. Jon demande alors à Bran de révéler son secret à ses deux sœurs, non sans leur faire promettre de le garder pour elles. 
Jaime décide de rester à Winterfell auprès de Brienne et trinque avec son frère avant d'être surprit par Bronn qui les menace de son arbalète s'ils ne lui font pas une meilleure offre que Cersei ; Tyrion lui promet alors Hautjardin après la prise de Port-Réal. Sandor Clegane quitte Winterfell à cheval et croise le chemin d'Arya en route comme lui pour la Capitale pour une dernière tâche à accomplir. Alors que Rhaegal se remet de ses blessures, Tyrion demande une dernière fois à Sansa de reconnaître Daenerys comme son alliée à défaut d'être amies. N'ayant pas confiance en la jeune reine, Sansa révèle alors le secret de la parenté de Jon à son ancien époux. De son côté, Tormund annonce que les Sauvageons repartiront vers le Nord dès la fin de l'hiver ; Jon lui confie alors Fantôme avant de dire au revoir à Sam et Vère enceinte. 
Jon, secondé par Davos, quitte Winterfell pour le sud avec une partie des soldats Nordiens, Dothrakis et Immaculés, tandis que l'autre moitié prend la mer sous le commandement de Ver Gris accompagné de Missandei. À bord, Varys apprend de Tyrion le secret qu'il considère déjà comme trop éventé, et expose au nain que Jon possède une stature plus grande que Daenerys pour gouverner les Sept Couronnes. Cette dernière survole les navires avec ses dragons et alors qu'ils mouillent au large de Peyredragon, la flotte est prise en embuscade par celle d'Euron Greyjoy qui tue Rhaegal avec des balistes géantes, obligeant Drogon à fuir avec sa Mère, avant de mettre à mal ses navires. De son côté, Cersei a fait rassembler la population dans le Donjon rouge pour les « protéger », se servant en réalité d'eux comme bouclier humain. Elle détient également Missandei captive après la destruction de la flotte de son ennemie.
Daenerys est désormais prête à brûler Port-Réal avec l'aide de Ver Gris. Mais Varys se montre franc et demande à sa reine de renoncer car elle vient avant tout libérer un peuple et non faire un massacre. Tyrion, lui, demande l'exil de sa sœur en échange du Trône d'ici que Jon arrive avec ses derniers soldats. La jeune reine n'écarte pas cette possibilité mais décrète que la mort s'abattra sur la Capitale si sa rivale ne se plie à ces exigences. Agissant avant tout pour le peuple, Varys confie à Tyrion d'envisager de renverser Daenerys au profit de Jon alors que le Nain croit encore en une alliance entre eux. Quand la nouvelle arrive à Winterfell, Jaime ne peut se résoudre à abandonner sa sœur et quitte Brienne avec laquelle il s'était rapproché pour rejoindre Port-Réal.
- Âtre-lès-Confins, Winterfell (Arbrecœur, Salle principale en piteux état et la Crypte) et Port-Réal (Donjon Rouge, Souterrain et le Trône de Fer).

- L'épisode a une durée de 78 minutes[16].
- Un gobelet de type Starbucks a été oublié dans une scène (à 15 min et 22s). Celui-ci a finalement été supprimé de la scène en postproduction par HBO en à peine 24 heures[22].

Les créateurs avoueront ensuite ironiquement en interview avoir volontairement laissé le gobelet dans le plan. Un moyen de briser le 4e mur et de renforcer la satire sur la société.
- Résurrection de la Maison Baratheon : Gendry est légitimé par Daenerys Targaryen.

### Épisode 5:Les Cloches
- États-Unis,  Canada,  Québec : 12 mai 2019 sur HBO / HBO Canada / Super Écran (en VOSTFr)
- France,  Suisse,  Québec : 13 mai 2019 sur OCS City (VOSTFr) / OCS Max[23] (VF) / RTS Un (VM) / Super Écran (VF)

- États-Unis : 12,5 millions de téléspectateurs[24] (première diffusion)

Varys envoie des missives depuis Peyredragon dévoilant la véritable identité de Jon et sa légitimité au Trône de Fer. Il tente également de faire empoisonner la reine des dragons par le biais d'une fille de cuisine mais c'est un échec, Daenerys refusant de se nourrir depuis la perte de Missandei. Lorsque Jon arrive sur l'île, le maître des chuchoteurs l'incite à prendre le Trône, révélant au passage être avisé de la filiation du Nordien avec les Targaryen, mais celui-ci refuse de trahir sa reine. Tyrion confie à Daenerys que le secret a été divulgué par Varys par bienveillance pour le peuple. L'eunuque est alors appréhendé par Ver Gris et condamné à mort par Daenerys sous le feu de Drogon.
La reine reproche à Jon d'avoir mis Sansa dans la confidence. Il renouvelle son serment d'allégeance et son amour mais se contient pourtant à l'enlacer à cause de leur lien de parenté. Daenerys n'a désormais plus la confiance du peuple et n'a d'autre choix que de gouverner par la peur. Tyrion tente encore de contenir la reine pour ne pas faire des victimes innocentes en attaquant Port-Réal. Elle ordonne à Ver Gris ne tenir son armée aux portes de la Capitale et consent à sa Main qu'elle annulera l'attaque si les partisans de Cersei sonnent les cloches en signe de reddition. Mais elle l'informe aussi que Jaime a été capturé par ses hommes, et rappelle au nain qu'elle ne tolérera plus aucune erreur de sa part.
Alors que le Limier et Arya passent les lignes, Tyrion retrouve discrètement son frère captif grâce à Davos. Il lui propose de le faire passer clandestinement avec sa sœur à Pentos en fuyant sur une barque affrété dans le but d'obtenir la reddition de la ville sans effusion de sang. Jaime accepte et les deux frères se disent adieu.
Le lendemain, les deux camps se préparent au combat alors que tout Port-Réal se calfeutre. Arya et Sandor infiltrent la cité mais Jaime échoue à rentrer dans le Donjon Rouge, l'obligeant à contourner la porte par une entrée secrète. Tyrion rappelle à Jon et Davos qu'ils devront cesser le combat si les cloches sonnent. Daenerys entre alors en scène surmontant Drogon soleil dans le dos, et détruit à revers la flotte d'Euron et les balistes géantes de Qyburn, avant de frapper durement la Compagnie Dorée postée devant les remparts, permettant à son armée de franchir les portes sans grande peine. 
Immaculés, Nordiens et Dothrakis investissent Port-Réal alors que Drogon neutralise les dernières balistes. Cersei tarde encore à accepter l'évidence et croit encore à la victoire, mais les forces restantes de l’armée Lannister finissent par se rendre et font alors sonner les cloches. Du haut de son dragon, Daenerys entend la reddition, mais ivre de rage et de vengeance, ordonne à son dragon de brûler habitations, soldats et civils sans distinction. Elle entraîne de surcroît son armée, Ver Gris en tête, dans sa folie meurtrière, alors que Jon, Davos et Tyrion demeurent impuissants pour arrêter le massacre.
Jaime parvient à se défaire d'Euron rescapé de la flotte de fer détruite, et entre dans le Donjon Rouge maintenant en proie aux attaques de Drogon. Qyburn convainc Cersei de se réfugier en sécurité tandis que Sandor parvenu dans le palais, persuade Arya de renoncer à sa vengeance contre Cersei avant la chute imminente de la ville. Alors que les murs s'effondrent les uns après les autres, le Limier croise seul la reine, sa Main et son escorte, dont Gregor. Ce dernier se débarrasse de Qyburn malgré ses ordres et Cersei s'enfuit, laissant les Clegane s'affronter à mort. Sandor se heurte à l'invincibilité de son frère et décide de se sacrifier en se jetant avec son ennemi du haut du château en flammes. À l’extérieur, Jon ordonne le repli aux soldats Nordiens afin d'éviter davantage de pertes inutiles.  
- Âtre-lès-Confins, Winterfell (Arbrecœur, Salle principale en piteux état et la Crypte) et Port-Réal (Donjon Rouge – des scorpions se dévoilent à l’entrée principale, Souterrain et le Trône de Fer).

- L'épisode a une durée de 78 minutes[16].
- L'épisode a suscité des critiques négatives de la part de beaucoup de personnes sur internet en ce qui concerne le traitement de certains personnages, en particulier celui de Daenerys, reprochant un manque de cohérence dans l'écriture d'un personnage devenu, en un ou deux épisodes seulement, totalement parano et en pleine crise de folie.
- L'épisode a également suscité des critiques très positives de la part de beaucoup de personnes sur internet. Les cloches sonnent, annonçant la fin des jeux, l'arrêt du temps et le moment du choix pour Daenerys, l'héroïne tragique. Un choix philosophique et moral, entre l'amour et le pouvoir, le destin et la fatalité.
- Disparition de la Maison Clegane.

### Épisode 6:Le Trône de fer
- États-Unis,  Canada,  Québec : 19 mai 2019 sur HBO / HBO Canada / Super Écran (en VOSTFr)
- France,  Suisse,  Québec : 20 mai 2019 sur OCS City (VOSTFr) / OCS Max (VF) / RTS Un (VM) / Super Écran (VF)

- États-Unis : 13,6 millions de téléspectateurs[25] (première diffusion)

- Gemma Whelan (Yara Greyjoy)
- Marc Rissmann (Harry Strickland)
- Tobias Menzies (Edmure Tully)
- Lino Facioli (Robin Arryn)

Tyrion, Sir Davos, Jon et quelques soldats traversent la Capitale en cendre jonchée de cadavres, ruines et quelques rares survivants. Alors que le nain pénètre dans le Donjon Rouge, Jon et Davos surprennent Ver Gris et ses hommes sur le point d'exécuter sans pitié des soldats Lannister prisonniers sous ordres de Daenerys. L'altercation manque de dégénérer mais Jon et Davos sont forcés de battre en retraite tandis que Ver Gris commence à tuer les captifs. Dans les sous-sol du palais, Tyrion finit par retrouver attristé les corps de son frère et sa sœur enlacés sous les gravats des catacombes.
Jon, dépité, rejoint le haut du grand escalier du Donjon Rouge en ruine où la Mère des Dragons célèbre son triomphe en haranguant Immaculés et Dothrakis. Elle nomme Ver Gris commandant de ses armées et ambitionne de conquérir le monde pour le sauver de l'injustice. Tyrion se porte à hauteur de sa Souveraine qui l'accuse de trahison pour avoir libéré Jaime, mais le nain lui rétorque à son tour qu'elle vient de commettre un massacre ; ce faisant, il jette son épingle de Main de la Reine avant que celle-ci ne le fasse arrêter pour haute trahison. Arya retrouve Jon qui ignorait sa présence et le met en garde face au danger que représente Daenerys.   
Perplexe, Jon rend visite à Tyrion dans sa cellule. Le nain tente de lui faire prendre conscience que l'orgueil de Daenerys, ayant conduit Varys et la population de Port-Réal à la mort, fera entrer le monde dans une guerre sans fin. Jon ne veut pas trahir sa Reine dont les actes découlent de nombreuses circonstances. Mais pour Tyrion, la Mère des Dragon sera prête à tout pour bâtir un monde meilleur, et le devoir et l'amour que porte Jon à sa Reine entraîneront inévitablement la mort du second. Alors que Jon s'apprête à partir, Tyrion évoque les sœurs Stark, suggérant qu'un conflit entre Daenerys et le Nord est inévitable.
Alors que la neige recouvre les ruines de la Capitale, Jon retrouve Daenerys, au palais, alors en contemplation du Trône de fer bâti par son ancêtre Aegon Targaryen. Jon la confronte sur les exécutions de prisonniers et les civils brûlés, mais la Khaleesi porte la faute sur Cersei qui avait refusé de faire la paix. Il demande aussi la grâce de Tyrion, en vain. Daenerys lui demande à son tour de l'aider à assujettir le monde à leur image, sans compromis. La rage au cœur, Jon se résout alors à poignarder son amour en plein cœur après un dernier baiser. Drogon, qui a senti la mort de sa « mère », épargne le dernier des Targaryen et lâche toute sa colère sur le Trône de fer qu'il détruit de ses flammes. Le dragon s'envole ensuite au large en emportant le corps de Daenerys.
Quelques jours plus tard, Ver Gris également geôlier de Jon, mène Tyrion enchaîné à Fossedragon, où siègent un conseil extraordinaire des derniers seigneurs de Westeros. Parmi eux, Sansa, Arya et Bran Stark, Brienne de Torth, Sir Davos, Gendry Baratheon, Yara Greyjoy, Edmure Tully, Samwell Tarly, Robin Arryn, Yohn Royce et le nouveau prince de Dorne. Bien que Sansa et Arya réclament la libération immédiate de Jon, Ver Gris refuse tout compromis tout comme Yara ; Davos tente de tempérer, mais la situation se fige. Tyrion propose alors d'élire un nouveau roi et Ver Gris accepte. Après le rejet de la candidature d'Edmure et de la proposition de Sam de faire élire le monarque par l'ensemble de la population, Tyrion soumet Bran Stark, le mieux à même de rallier les peuples des Sept Royaumes grâce à sa connaissance de toute l'histoire du passé. Le nain annonce aussi que désormais, la descendance royale ne sera plus héréditaire mais élu. À l'unanimité, les seigneurs de Westeros proclament alors Brandon le Brisé, premier du nom, Roi des Six Couronnes, car à sa demande, Sansa souhaite l'indépendance du Nord, ce qu'accepte son frère cadet couronné. Bran demande ensuite à Tyrion de devenir sa Main afin que le nain puisse corriger ses erreurs du passé.
C'est Tyrion cette fois qui rend visite à Jon en prison pour lui annoncer qu'un compromis avec Ver Gris lui permet de retrouver la liberté, mais reclus dans la Garde de Nuit avec ses contraintes associées, sans espoir de retour. Plus tard sur les quais, Jon croise le regard noir de Ver Gris sur son navire, qui ordonne ensuite aux Immaculés d'appareiller pour Naath, l'île natale de Missandei. Jon retrouve ensuite Sansa, Arya et Bran, son nouveau souverain, et la fratrie Stark dit une dernière fois au revoir à leur grand frère.
Brienne termine d'écrire l'histoire de Jaime Lannister jusqu'à sa « mort en protégeant sa reine ». Plus tard, Tyrion rassemble le conseil restreint composé de la capitaine de la garde Brienne de Torth, incluant Podrick, adoubé chevalier, le Maître de marine Sir Davos Mervault, le Grand Mestre Samwell Tarly et le seigneur de Hautjardin et Grand argentier Bronn. Le Roi Bran de Brisé accorde liberté à ses conseiller pour rebâtir Port-Réal alors que lui-même méditera pour retrouver Drogon aperçu volant vers l'est. 
- Âtre-lès-Confins, Winterfell (Arbrecœur, Salle principale en piteux état et la Crypte) et Port-Réal démolie (Donjon Rouge en ruine, Souterrain et le Trône de Fer).

- L'épisode a une durée de 78 minutes[16] et constitue le dernier de la série.
- Le script censé présenter une version alternative de l'épisode a fuité sur internet la veille de la diffusion. Cependant, il s'agit bel et bien du scénario de la version diffusée le lendemain[26].
- Tout comme l'épisode 5, cet épisode a reçu un accueil négatif de la part de certains fans de la série, cette fois-ci, lié à la saison entière considérée comme bâclée et du traitement d'un personnage dans l'épisode précédent qui se répercutent. De plus, ces fans considèrent que la fin déçoit scénaristiquement par le traitement de certains personnages. Mais comme dit Tyrion : "Personne n'est vraiment content, j'imagine que c'est donc un bon compromis.
- Beaucoup de fans ont apprécié la prestation et l'intensité dramatique de cette dernière saison avec enthousiasme, particulièrement le spectacle audiovisuel, et les secrets cachés avec la qualité de sa mise en scène.
- Disparition officielle de la Maison Targaryen (le dernier membre, Jon Snow, est exilé au Mur) et création de la Maison La Néra.